# Barbariets eleganter
Barbariets eleganter är ett musikalbum av Eldkvarn som gavs ut på Stranded Records i mars 1984. Det återutgavs 1995 i albumserien Svenska popfavoriter.

## Låtlista
Alla låtar är skrivna och komponerade av Plura Jonsson om inget annat anges. 
| Nr  | Titel                  | Kompositör    | Notering | Längd |
| --- | ---------------------- | ------------- | -------- | ----- |
| 1.  | Susan                  | Carla Jonsson |          | 4:43  |
| 2.  | Låt mig vinna          |               |          | 5:32  |
| 3.  | Lycklig                |               |          | 3:22  |
| 4.  | I natt                 |               |          | 3:50  |
| 5.  | Mitt i hjärtat         |               |          | 2:48  |
| 6.  | Partyfeber             |               |          | 2:46  |
| 7.  | När jag går med dig    |               |          | 4:20  |
| 8.  | Pumpa och rulla        |               |          | 4:10  |
| 9.  | Ingen lätt match Bobbo | Carla Jonsson |          | 4:00  |
| 10. | Uppe i livet           |               |          | 4:22  |
| 11. | Höstens guld           |               |          | 4:12  |

## Medverkande
- Raga de Gosch - Trummor
- Tony Thorén - Bas
- Lennart Loco Helperin - Trumpet, tamburin
- Claes Carlsson - Saxofon, klaviatur
- Carl Jonsson - Gitarr, sång
- Per Plura Jonsson - Sång, gitarr
- Björn J:son Lindh - Stråkarrangemang
- Sveriges Radios symfoniorkester
- David Bradish - Bongos, Congas
- Michael Bolyos - Piano
- Ragnar Grippe - Programmering

## Listplaceringar
| Lista (1984) | Topplacering |
| ------------ | ------------ |
| Sverige      | 14           |